# 자전거 여행

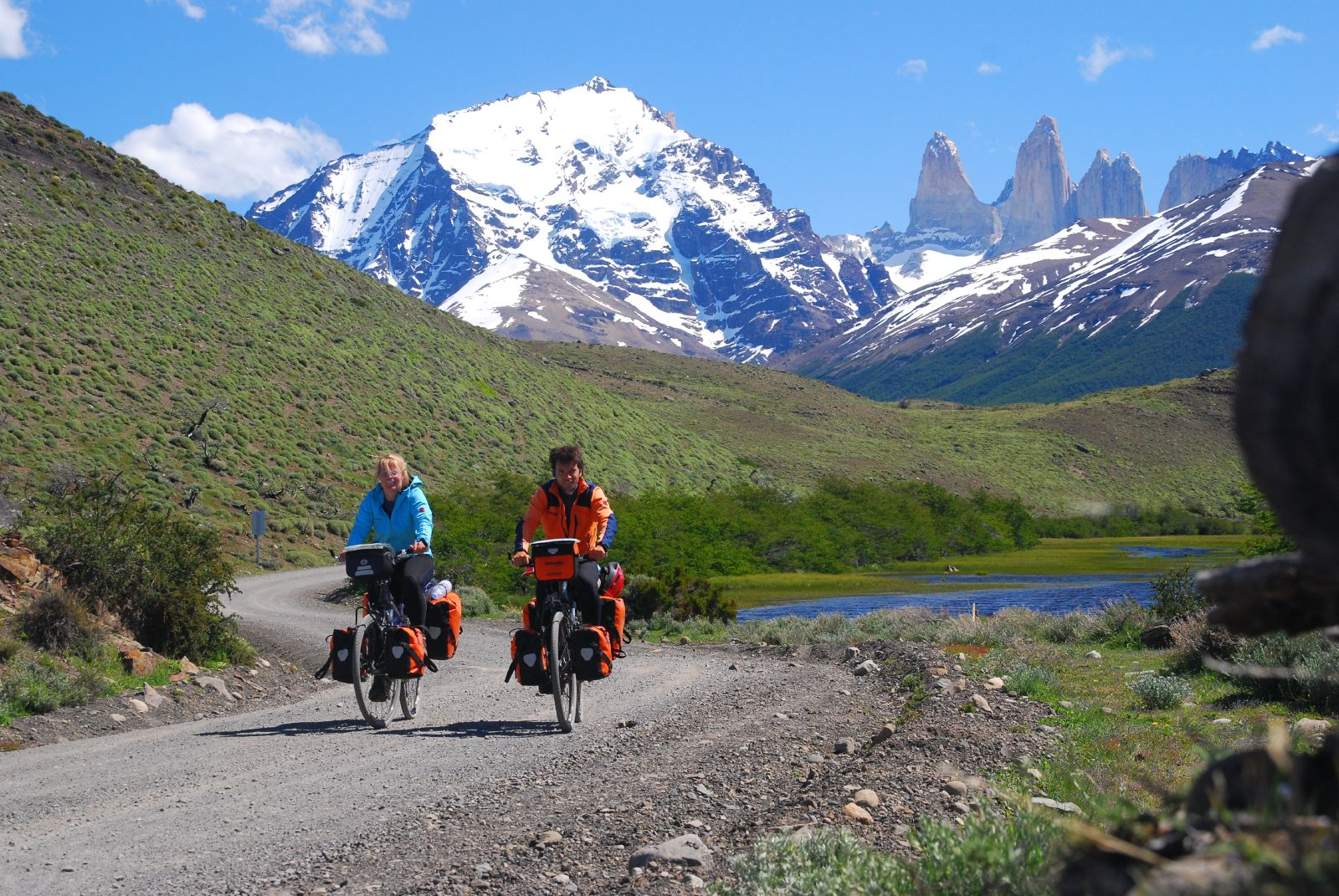
자전거 여행

자전거 여행(自轉車旅行)은 자전거를 이용한 여행이다. 일반적으로 자전거가 유일한 교통수단이거나 주요한 교통수단으로 쓰였을 때를 지칭한다. 즉 철도, 버스 또는 해운을 이용하여 자전거와 함께 탑승해 이동하는 것은 자전거 여행으로 볼 수 있지만, 자전거를 자동차에 싣고 여행하면서 여정의 중간에 자전거를 즐기는 것은 자전거 여행이라고 하지 않는다.

## 같이 보기
- 국도 제40호선 (아르헨티나)
- 레일 트레일